# Vamos Todos a Acapulco
Vamos Todos a Acapulco, também conhecida como Chaves em Acapulco ou Os Farofeiros (em castelhano:  Vacaciones en Acapulco) é uma saga de três episódios especiais escritos por Roberto Gómez Bolaños para a série mexicana de televisão El Chavo del 8.
Essa trilogia de capítulos foi gravada em maio de 1977 e transmitida originalmente entre maio e junho do mesmo ano, com uma primeira reprise entre dezembro de 1978 e janeiro de 1979.
Especificamente, essa trilogia de episódios compõe os capítulos 38 e 39 da sexta temporada e culmina no primeiro episódio da sétima temporada.

## História
No início de 1977, Emilio Azcárraga Milmo, dono da Televisa, adquiriu um luxuoso hotel em Acapulco, o Hotel Acapulco Continental, localizado na costa de Acapulco, Guerrero. Para promovê-lo, ele decidiu que a produção de "Chaves" gravasse episódios especiais. A equipe reservou uma boa parte do hotel e filmou os episódios, e a trilogia foi ao ar em 1977.  Adicionalmente, um episódio de "Chapolin Colorado" intitulado "Um Chapolin em Acapulco" foi gravado e exibido por volta de junho de 1977 (episódio nº 19 da temporada).
"Vamos Todos à Acapulco" foi a única vez que a série foi gravada em locações externas especiais e contou com a totalidade do elenco regular e original.
No final de 1978, o elenco decidiu fazer uma pausa. Assim, após o capítulo "Ainda não é hora da aula", começaram a ser reexibidos episódios de anos anteriores, e a trilogia de Acapulco fez parte dessas reprises. Para essas retransmissões, os trabalhos foram reeditados, mantendo a introdução original, mas alterando os créditos finais para o estilo usado nos episódios de 1978. Em reprises posteriores da série "Chaves", a transmissão original de 1977 foi perdida, restando apenas a retransmissão de 1978, que coincide com o fim daquela temporada e o início de 1979. Por esse motivo, é comum que se pense, erroneamente, que os três capítulos de "Férias em Acapulco" foram os últimos episódios gravados por Carlos Villagrán como Quico no programa.

## Enredo
A primeira parte (filmada na vizinhança) começa quando o Professor Girafales vai ao apartamento de Seu Madruga, pois ele confiscou da Chiquinha um líquido para limpar objetos de prata. O Professor Girafales comenta que suspeita que Chiquinha o tenha roubado; essa suspeita aumenta quando Seu Madruga percebe que uma nota de 20 pesos desapareceu de sua escrivaninha. Mais tarde, Chiquinha explica ao pai que, na verdade, pegou o dinheiro para comprar o tal líquido, já que a compra do produto dava direito a um bilhete para uma rifa de uma viagem com tudo pago para um hotel em Acapulco, para duas pessoas.
Chiquinha ganha a rifa e vai com o pai para a viagem. Dona Clotilde, por sua vez, ao descobrir, decide ir junto com Seu Madruga para passar as férias no mesmo lugar. Dona Florinda se sente ofendida por "a gentalha" ir a Acapulco, então também decide ir com seu filho Quico. O Professor Girafales, ao saber que Dona Florinda irá, saca suas economias do banco e também se junta ao grupo.
No final, Chiquinha se despede do Chaves, e este fica sozinho na vizinhança. Minutos depois, o Senhor Barriga chega como de costume para cobrar o aluguel e, após saber que não há ninguém, pois todos foram para Acapulco, também se convence a tirar férias. O Senhor Barriga, ao ver com pena que Chaves ficou sozinho e que seu filho Nhonho está acampando com os Escoteiros, oferece-se para levá-lo. Chaves, emocionado, aceita, e juntos eles vão para o hotel favorito do Senhor Barriga em Acapulco, que é o mesmo onde todos os outros estão hospedados.
Os dois episódios restantes (gravados em Acapulco) não possuem uma trama propriamente definida. Neles, aparecem as travessuras das crianças no hotel e na praia, bem como alguns esquetes cômicos avulsos, sem relação alguma entre si, mas com características diárias do que acontece entre os personagens na vizinhança, formando os episódios completos. No final da trilogia, Chaves canta a canção "Boa Noite, Vizinhança" (que ele cantaria novamente cinco anos depois, em 1982, dentro da vizinhança), acompanhado de todos os personagens em torno de uma fogueira na praia, durante o pôr do sol.

## Elenco
- Roberto Mario Gómez Bolaños como Chaves
- Carlos Villagrán como Quico
- Ramón Valdés como Seu Madruga
- Florinda Meza como Dona Florinda
- Rubén Aguirre como Professor Girafales
- Edgar Vivar como Senhor Barriga
- María Antonieta de las Nieves como Chiquinha
- Angelines Fernández como Dona Clotilde
- Horacio Gómez Bolaños como um garçom do Hotel Acapulco Continental. Este é o primeiro de dois episódios em que ele interpreta um papel diferente do de Godinez; o segundo e último seria o garçom do restaurante da Dona Florinda no capítulo "O Aniversário do Professor Girafales".